# Václav Kopta (houslista)
Václav Kopta, anglicky Wenzel Kopta, (21. března 1845 Kožlany – 14. července 1916 Santa Monica, Kalifornie) byl český houslista a hudební pedagog dlouhodobě působící v USA.

## Životopis
Narodil se v Kožlanech v západních Čechách v rodině Jana Kopty a jeho ženy Josefy rodem Kroftové z Kožlan.. Roku 1864 dostudoval hru na housle na Pražské konzervatoři, poté se zdokonaloval na soukromých hodinách u Ferdinanda Lauba.
V roce 1866 odjel za koncertními příležitostmi do Spojených států amerických. Nejprve byl angažován v New York Philharmonic Orchestra pod vedením Theodora Thomase, poté v zemi cestoval v rámci orchestru Maxe Strakosche: celkem se jednalo asi o 400 koncertů. Poté, co se usadil ve Filadelfii, kde si založil a po tři roky vedl vlastní hudební školu. V roce 1872 se oženil s Florou Pauline Wilsonovou, příbuznou budoucího amerického prezidenta Woodrowa Wilsona, a společně se, v rámci svatební cesty, vrátili do Čech. V Praze byl Kopta znám především jako souborový hráč: mj. se podílel na premiéře klavírního kvartetu č. 1 op. 23 od Antonína Dvořáka, 16. prosince 1880 v Praze. Působil zde také jako pedagog. Manželé Koptovi pak zakoupili a zrenovovali zámek v Kotopekách nedaleko Zbiroha, kde následně také pobývali.
Roku 1881 se Koptovi přestěhovali do Štýrského Hradce, kde Kopta získal angažmá, roku 1884 se přesunuli do Mnichova, v dalších letech potom do Vídně. Od roku 1900 pak opět pobývali v Čechách.
V dalších letech se Koptovi rozhodl k návratu do USA. Tentokrát odešli do Kalifornie, kde Kopta následně otevřel hudební školu v San Franciscu. Škola i jejich rodinný dům byly však zcela zničeny během zemětřesení ve městě roku 1906, při kterém byl Kopta zasypán, nicméně později zachráněn. Následně se Koptovi přestěhovali se do Los Angeles, kde Kopta opět pokračoval v pedagogické práci. V roce 1914 odešel z aktivní činnosti.
Václav Kopta zemřel 14. července 1916 v kalifornské Santa Monice. Byl pohřben na zdejším hřbitově Woodlawn Memorial Cemetery.
Jejich syn Imry Kopta se stal sochařem, často portrétujícím domorodé Američany.